# Harald Hauswald

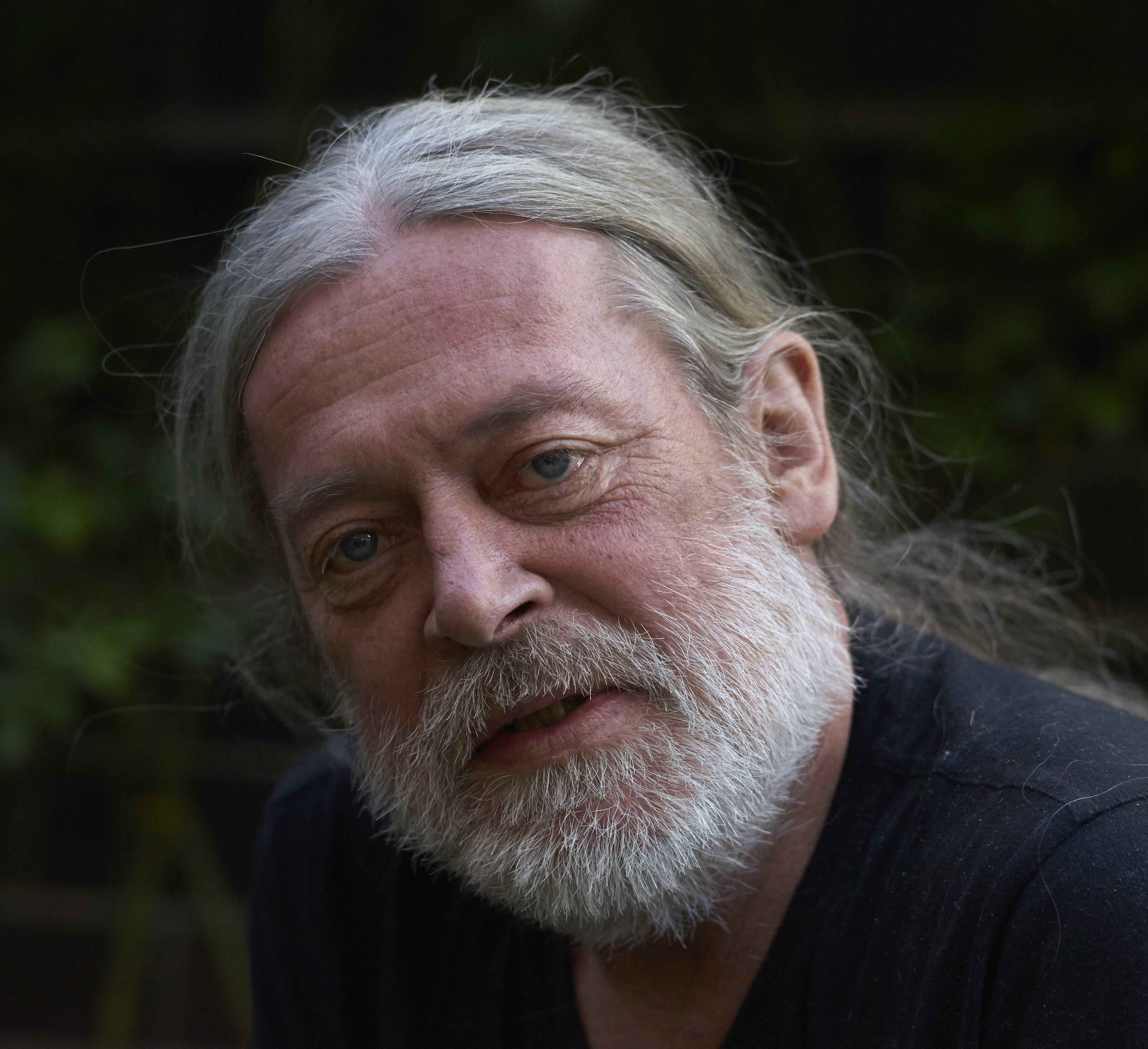
Harald Hauswald, 2015

Harald Hauswald (* 3. Mai 1954 in Radebeul) ist ein deutscher Fotograf, der durch seine Alltags- und Berlinfotografien bekannt wurde. Er ist Mitbegründer der Bildagentur Ostkreuz.

## Leben
Nach einer Lehre als Fotograf (1970–1972) und Arbeit in Radebeul zog Harald Hauswald 1977 nach Ostberlin, wo er im Prenzlauer Berg eine Tätigkeit als Telegrammbote annahm, wobei er stets eine Kamera dabei hatte und somit viel zum Fotografieren kam. Es folgten verschiedenen Tätigkeiten u. a. als Heizer, Restaurator, Fotolaborant und später auch in seinem erlernten Beruf als Fotograf in der Stephanus-Stiftung in Berlin-Weißensee. 
Seine eine ersten Ausstellungen hatte er 1983 in Berlin-Ost im Jugendklub „Kahn“ auf der Insel der Jugend in Treptow und im Jugendklub Wilhelm-Pieck-Straße 153.
1989 wurde er in den Verband Bildender Künstler der DDR (VBK) aufgenommen.
Vor allem durch das Buch Berlin-Ost: Die andere Seite einer Stadt, das er zusammen mit Lutz Rathenow machte, gilt Hauswald als bedeutender kritischer Chronist der Endzeit der DDR. Er wurde aufgrund seiner zu realitätsnahen Fotos von der DDR-Staatssicherheit (MfS) unter dem Namen Radfahrer observiert.
Seit 1990 arbeitet er freiberuflich. So waren seine Foto-Reportagen unter anderem in der GEO, im Stern und im ZEITmagazin zu sehen. Am 23. September 1996 erhielt Hauswald das Bundesverdienstkreuz am Bande. 2006 folgte der Einheitspreis (Bürgerpreis zur deutschen Einheit) der Bundeszentrale für politische Bildung.
2007 konnte er für sein Buch Alexanderplatz: Fotografische und literarische Erinnerungen zahlreiche bekannte Autoren wie Freya Klier, Thomas Brussig und Alexander Osang dazu gewinnen, ihre ganz persönlichen Erlebnisse und Eindrücke über den Platz niederzuschreiben.
2009 präsentierte er einige seiner Werke in der Gruppenausstellung Ostzeit: Geschichten aus einem vergangenen Land im Haus der Kulturen der Welt in Berlin.
2013 erschien sein Fotoband Ferner Osten: Die letzten Jahre der DDR. Fotografien 1986–1990.
2017 erschien der Band Ost-Berlin in einer neuen Ausgabe aus Anlass des 30. Jahrestages der Erstveröffentlichung. In einem Vorwort schildert darin der Historiker Ilko-Sascha Kowalczuk u. a., wie das MfS auf die Publikation reagierte.
im Jahr 2020 fand in der Fotogalerie C/O Berlin Berlin Foundation eine große Einzelausstellung statt unter dem Namen Voll das Leben! / Retrospektive / Harald Hauswald.

## Werke
Bücher mit Lutz Rathenow:
- Berlin-Ost: Die andere Seite einer Stadt. Piper Verlag, München 1987; Harenberg Verlag, Dortmund 1989; BasisDruck, Berlin 1990, ISBN 3-86163-006-0.
- Ost-Berlin: Leben vor dem Mauerfall. Jaron-Verlag, Berlin 2005, ISBN 3-89773-522-9.
- Gewendet: Vor und nach dem Mauerfall. Jaron-Verlag, Berlin 2006, ISBN 3-89773-532-6.
- Jubiläumsausgabe: Ost-Berlin. Die verschwundene Stadt. Mit einer Einleitung von Ilko-Sascha Kowalczuk. Jaron-Verlag, Berlin 2017, ISBN 978-3-89773-821-8.

Weitere Fotobücher:
- Die DDR wird 50: Texte und Fotografien. Aufbau-Verlag, Berlin 1998, ISBN 3-351-02479-7.
- Die dritte Halbzeit: Hooligans in Berlin-Ost. Verlag Thomas Tilsner, Berlin 1998, ISBN 3-940213-01-2.
- Seitenwechsel: Fotografien 1979–1999. Aufbau-Verlag, Berlin 1999, ISBN 3-351-02489-4.
- Alexanderplatz: Fotografische und literarische Erinnerungen. Jaron-Verlag, Berlin 2007, ISBN 978-3-89773-568-2.
- Ultras Kutten Hooligans: Fußballfans in Ost-Berlin (mit Frank Willmann). Jaron-Verlag, Berlin 2008, ISBN 978-3-89773-588-0.
- Ferner Osten: Die letzten Jahre der DDR. Fotografien 1986–1990. Lehmstadt Verlag, Leipzig 2013, ISBN 978-3-942473-50-7.
- Vor Zeiten: Alltag im Osten. Fotografien 1976–1990, herausgegeben von Mathias Bertram, Lehmstedt Verlag, Berlin 2013, ISBN 978-3-942473-66-8.
- Goodbye Ostberlin. Fotografien 1986–1990. Lehmstedt, Berlin 2016, ISBN 978-3-95797-026-8.
- Voll das Leben! Herausgegeben von Felix Hoffmann. Steidl, Göttingen 2020, ISBN 978-3-95829-720-3.

## Ausstellung
- Voll das Leben! / Retrospektive, C/O Berlin Foundation, Berlin, 2020.

## Filmografie
- 2008 Fotofilm Radfahrer. Dokumentation über die Bespitzelung Hauswalds durch das Ministerium für Staatssicherheit (MfS), Regie Marc Thümmler; online über die arte-Mediathek bis 6. Februar 2020 verfügbar.